# Daniel Girardon
Daniel Girardon est un pilote de rallye amateur français né le 14 février 1959.

## Biographie
Il est garagiste en Savoie
Il fut associé à Jean-Claude Andruet au Trophée Andros Isola en janvier 2000.

## Palmarès
- 31 victoires scratchs (toutes sur Renault 5 Turbo)
- Finale de la Coupe de France des rallyes :1984 et 1988
- Rallye de l'Épine-Mont du Chat : 1986, 1988, 1990, 1991, 1993, 1995 et 1996
- Rallye Ain Jura : 1985
- Rallye de Trièves : 1988
- Rallye des Bauges : 1986 et 1996
- Critérium du Vercors : 1989
- Rallye Ain-Bugey : 1992
- Rallye de la Drôme-Paul Friedman : 1985 et 1989
- Rallye de la Matheysine : 1989
- Ronde de la Maurienne : 1986 et 1989
- Rallye de Saint-Marcellin : 1989 et 1990
- Rallye des Plastiques : 1996
- Rallye du Gap-Racing : 1984 et 1988
- Rallye du Pays de Faverges : 1990, 1995 et 1996
- Ronde d'Ugine : 1983
- Ronde de l'Ain : 1984
- Ronde de la Sevenne : 1984

Résultats en Championnat de France
7ème du Rallye Lyon Charbonnières 1984

Résultats en Championnat du Monde
43ème du Rallye Monte Carlo 1987